# Davor Blažević
Davor Blažević (Stoccolma, 7 febbraio 1993) è un calciatore svedese di origine serba, portiere del Brommapojkarna.

## Carriera
Da bambino, all'età di 11 anni, quando faceva parte nel settore giovanile dell'Assyriska, insieme alla squadra ha vinto l'edizione 2004 del trofeo giovanile Gothia Cup nella categoria riservata ai nati nel 1993. Nel 2005 è entrato nelle giovanili del Brommapojkarna, uno dei vivai più attivi a livello nazionale.
La sua prima esperienza nel calcio senior è avvenuta durante la stagione 2010, quando è passato in prestito al Gröndals IK, altra squadra dell'area urbana della capitale Stoccolma, giocando le sue prime 13 partite nel campionato di terza serie nonostante l'età di 17 anni. In questa stessa annata ha avuto anche modo di andare in panchina con la prima squadra in Allsvenskan in qualche occasione.
L'esordio di Blažević nel campionato di Superettan – la seconda serie nazionale – con il Brommapojkarna si è verificato nell'ottobre 2011, quando ha giocato da titolare le ultime due gare di quell'annata. Lo stesso numero di presenze le ha collezionate nella stagione successiva: in questo caso si è trattato della sesta e settima giornata della Superettan 2012, nel mese di maggio. Al termine della competizione, il Brommapojkarna ha chiuso al secondo posto in classifica ed è stato promosso in Allsvenskan. Nel 2013 è sempre stato il terzo portiere, alle spalle degli altri due compagni di reparto Ivo Vazgeč e Niklas Westberg. Nel 2014 invece ha iniziato la stagione come riserva di Vazgeč, ma a partire dalla tredicesima giornata è sempre stato schierato nelle successive diciotto partite, anche se l'annata si è conclusa con una retrocessione dei rossoneri in Superettan.
Blažević ha difeso la porta del Brommapojkarna anche nella Superettan 2015, giocando però solo nelle prime 18 giornate, prima di avere problemi fisici. La squadra è poi retrocessa in Division 1, a fronte della seconda retrocessione giunta nell'arco di due anni.
Svincolato, Blažević nell'aprile 2016 è stato sul punto di essere ingaggiato in Allsvenskan dallo Jönköpings Södra, squadra con cui aveva già svolto un provino in precampionato e che era alla ricerca di un rimpiazzo dopo il grave infortunio occorso ad Anton Cajtoft: tuttavia, con il calciomercato chiuso da poche settimane, la Federcalcio svedese non ha concesso deroghe e quindi il trasferimento è sfumato. Durante il successivo mese di agosto, il giocatore si è accasato così in Superettan all'AFC United, ma nei rimanenti tre mesi di campionato è sempre stato riserva di Josh Wicks.
Per la stagione 2017 è sceso in terza serie tornando all'Assyriska, squadra in cui giocava quando era bambino, che lo ha tesserato anche in virtù dell'infortunio riportato dal giovane portiere Elias Hadaya. Nel corso dell'anno, tuttavia, Blažević ha diviso la porta con l'altro estremo difensore Adrian Engdahl, con quest'ultimo che ha giocato un numero di partite stagionali leggermente maggiore.
Nel febbraio 2018 è stato ingaggiato dall'Hammarby, club militante nella massima serie che si è tutelato a fronte dei problemi fisici che il trentasettenne titolare Johan Wiland stava riscontrando nel precampionato, anche se poi quest'ultimo ha recuperato e ha iniziato regolarmente il torneo. Inizialmente il contratto di Blažević era valido solo per pochi mesi fino alla seguente pausa estiva, ma a giugno è stato prolungato di un ulteriore anno e mezzo. Wiland ha disputato le prime 25 giornate dell'Allsvenskan 2018 ma poi si è dovuto operare a una spalla, così è toccato a Blažević scendere in campo nelle ultime cinque partite, cruciali nella lotta per la qualificazione alle coppe europee che mancava dal 2007-2008, obiettivo però sfumato all'ultima giornata.
Con Wiland ancora indisponibile a tempo indeterminato, la dirigenza biancoverde ha tesserato anche Gianluca Curci con un contratto di breve durata per la prima parte dell'Allsvenskan 2019. Inizialmente il titolare designato era Curci ma, a partire dalla tredicesima giornata, Blažević ha scalzato il portiere italiano nelle gerarchie del tecnico Stefan Billborn. Poche giornate dopo, con il rientro di Johan Wiland avvenuto ad agosto, Blažević è tornato in panchina come secondo portiere.
Complice la presenza in rosa del danese David Ousted e il lancio in prima squadra del giovane Oliver Dovin, prima dell'inizio del campionato 2021 Blažević è stato girato in prestito nel campionato di Superettan al GIF Sundsvall fino all'estate. Rientrato all'Hammarby per fare il terzo portiere, nel corso della restante parte di stagione è stato utilizzato solo nella gara pareggiata 2-2 sul campo dell'Elfsborg. Nell'Allsvenskan 2022 ha disputato quasi la metà delle partite in calendario, collezionando 14 presenze su 30, mentre sia nel 2023 che nel 2024 ha totalizzato due presenze per ciascuna stagione.
In vista della stagione 2025, con un anno di anticipo rispetto alla scadenza contrattuale con l'Hammarby (dal quale, secondo le sue dichiarazioni, non rientrava nei piani futuri), Blažević si è trasferito a titolo definitivo al club in cui egli era cresciuto, il Brommapojkarna, firmando un accordo fino alla fine del 2027.

## Statistiche

### Presenze e reti nei club
Statistiche aggiornate al 21 dicembre 2024.
| Stagione              | Squadra               | Campionato            | Campionato | Campionato | Coppe nazionali | Coppe nazionali | Coppe nazionali | Coppe continentali | Coppe continentali | Coppe continentali | Altre coppe | Altre coppe | Altre coppe | Totale | Totale |
| Stagione              | Squadra               | Comp                  | Pres       | Reti       | Comp            | Pres            | Reti            | Comp               | Pres               | Reti               | Comp        | Pres        | Reti        | Pres   | Reti   |
| --------------------- | --------------------- | --------------------- | ---------- | ---------- | --------------- | --------------- | --------------- | ------------------ | ------------------ | ------------------ | ----------- | ----------- | ----------- | ------ | ------ |
| 2010                  | Brommapojkarna        | A                     | 0          | 0          |                 | -               | -               |                    | -                  | -                  |             | -           | -           | 0      | 0      |
| 2011                  | Brommapojkarna        | S                     | 2          | -1         | CS              | 2               | -4              |                    | -                  | -                  |             | -           | -           | 4      | -5     |
| 2012                  | Brommapojkarna        | S                     | 2          | -4         | CS              | 1               | -5              |                    | -                  | -                  |             | -           | -           | 3      | -9     |
| 2013                  | Brommapojkarna        | A                     | 0          | 0          | CS              | 0               | 0               |                    | -                  | -                  |             | -           | -           | 0      | 0      |
| 2014                  | Brommapojkarna        | A                     | 18         | -45        | CS              | 1               | -1              | UEL                | 6                  | -10                |             | -           | -           | 25     | -56    |
| 2015                  | Brommapojkarna        | S                     | 18         | -26        | CS              | 3               | -5              |                    | -                  | -                  |             | -           | -           | 21     | -31    |
| Totale Brommapojkarna | Totale Brommapojkarna | Totale Brommapojkarna | 40         | -76        |                 | 7               | -15             |                    | 6                  | -10                |             | -           | -           | 53     | -101   |
| ago-dic 2016          | AFC Eskilstuna        | S                     | 0          | 0          | CS              | 1               | -2              |                    | -                  | -                  |             | -           | -           | 1      | -2     |
| 2017                  | Assyriska             | E                     | 9          | -15        |                 | -               | -               |                    | -                  | -                  |             | -           | -           | 9      | -15    |
| 2018                  | Hammarby              | A                     | 5          | -7         | CS+CS           | 0+1             | 0+0             |                    | -                  | -                  |             | -           | -           | 6      | -7     |
| 2019                  | Hammarby              | A                     | 13         | -14        | CS              | 1               | -1              |                    | -                  | -                  |             | -           | -           | 14     | -15    |
| 2020                  | Hammarby              | A                     | 4          | -5         | CS              | 3               | -4              | UCL                | 0                  | 0                  |             | -           | -           | 7      | -9     |
| mar-giu 2021          | GIF Sundsvall         | S                     | 11         | -10        |                 | -               | -               |                    | -                  | -                  |             | -           | -           | 11     | -10    |
| giu-dic 2021          | Hammarby              | A                     | 1          | -2         |                 | -               | -               | UECL               | 0                  | 0                  |             | -           | -           | 1      | -2     |
| 2022                  | Hammarby              | A                     | 14         | -14        | CS              | 3               | -1              |                    | -                  | -                  |             | -           | -           | 17     | -15    |
| 2023                  | Hammarby              | A                     | 2          | -3         | CS+CS           | 1+1             | 0+0             | UECL               | 0                  | 0                  |             | -           | -           | 4      | -3     |
| 2024                  | Hammarby              | A                     | 2          | -2         | CS+CS           | 1+1             | -1+-1           |                    | -                  | -                  |             | -           | -           | 4      | -4     |
| Totale Hammarby       | Totale Hammarby       | Totale Hammarby       | 42         | -49        |                 | 12              | -8              |                    | 0                  | 0                  |             | -           | -           | 53     | -55    |
| Totale carriera       | Totale carriera       | Totale carriera       | 101        | -148       |                 | 20              | -25             |                    | 6                  | -10                |             | -           | -           | 127    | -183   |